# Кирил Въжаров
Кирил Михайлов Въжаров е български хокеист.
Роден е на 18 февруари 1988 година в София. Започва да тренира хокей на лед и играе в ХК „Славия“, с който 3 пъти става национален шампион. Играе и в националния отбор на България.
Кирил Въжаров е убит на 21 години на 18 април 2009 година при сбиване пред дискотека на улица „Позитано“ в София. За убийството на доживотен затвор е осъден Илиян Тодоров, който към 2016 година се укрива от властите.